# Bockenheimer Landstraße

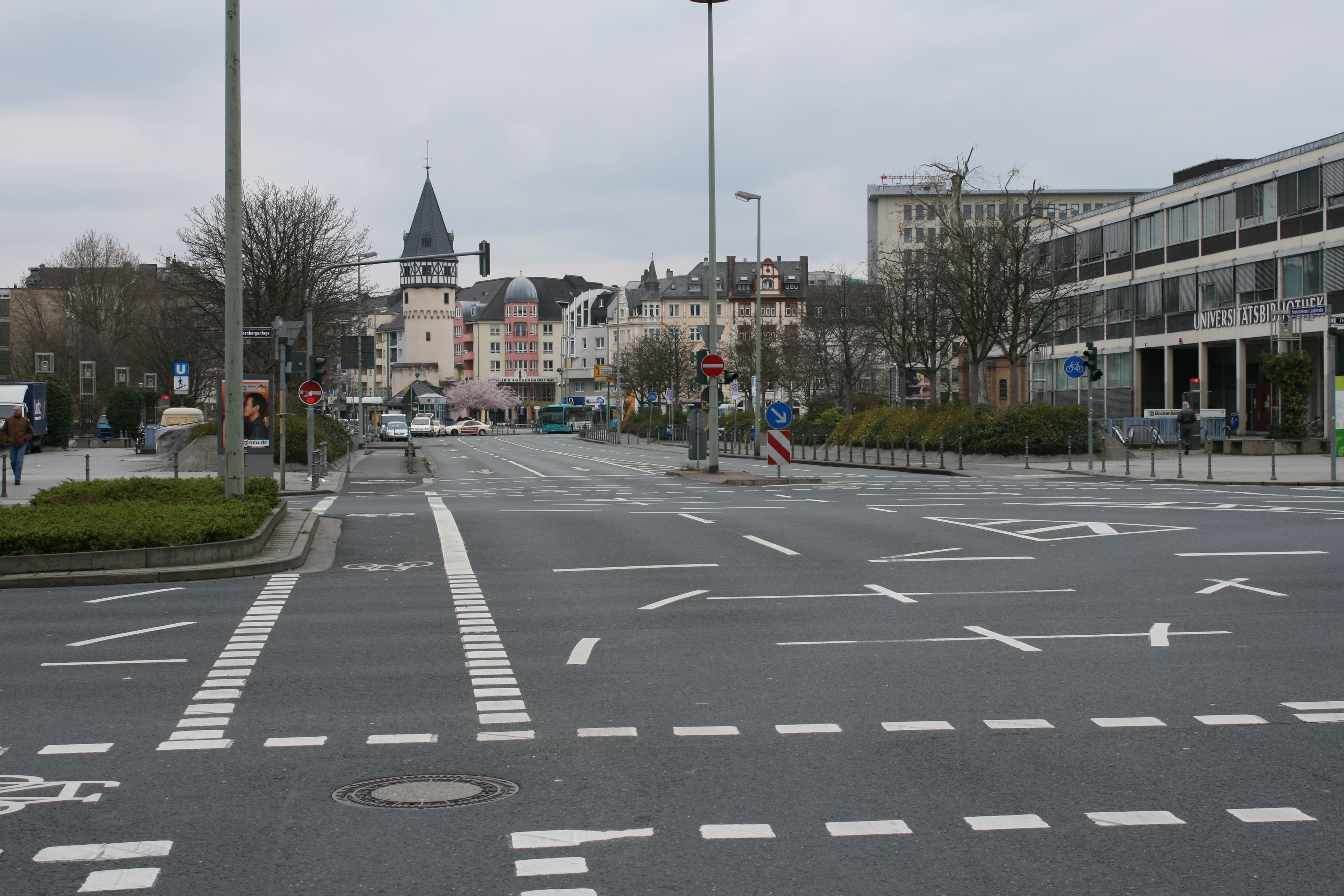
La Bockenheimer Landtrasse.

La Bockenheimer Landstraße est une avenue de la ville de Francfort-sur-le-Main, en Allemagne. 

## Situation et accès
Elle traverse le centre-ville de l'Opernplatz à la Bockenheimer Warte. Longue de 1,3 kilomètre, elle se trouve à proximité du Westend Duo et du Rhein-Main-Center.

## Origine du nom
Elle suit une convention allemande où « Landstraße » désigne une route principale ou une route de campagne reliant deux localités.

## Historique
Au début du 19e siècle, Bockenheim était une ville rurale d'environ 500 habitants qui était située à environ une demi-heure de marche de la porte de Bockenheim (Bockenheimer Tor), à Francfort. 
À l'origine, cette voie s’appelait « Bockenheimer Chaussée », ce qui signifie « chaussée de Bockenheim » puis 1847, la rue fut officiellement renommée « Bockenheimer Landstraße ».